# Humor absurdo

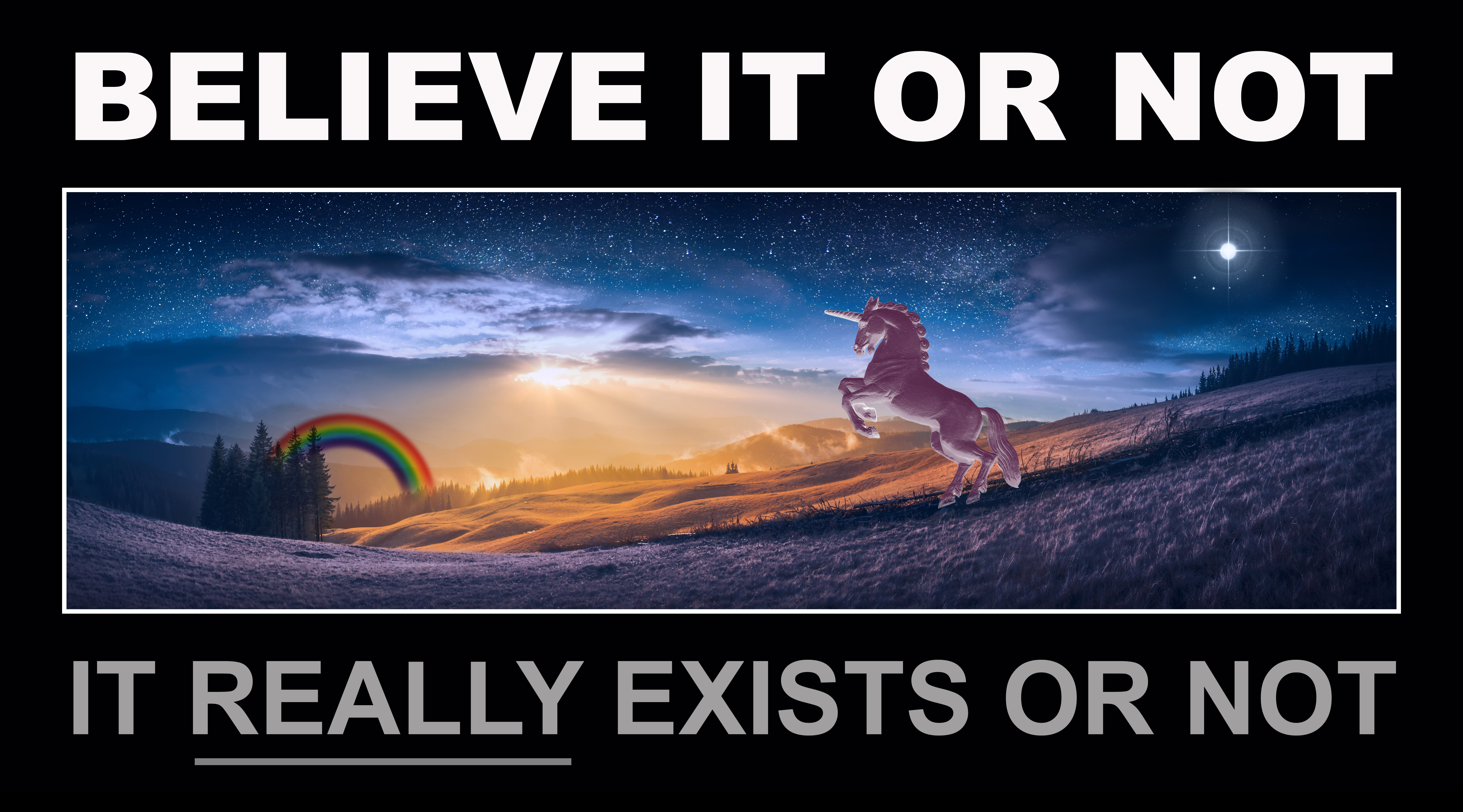
Unicórnio rosa invisível com o encontro do dia e da noite em um vale montanhoso, um arco-íris totalmente falso e a chamada "estrela" da noite. O texto "diz "Acredite ou não, realmente existe ou não" (humor surreal).

Humor surrealista ou surreal (também conhecido como humor absurdo) é uma forma de humor que tem por base violações deliberadas do raciocínio causal, com a produção de eventos e comportamentos que são, obviamente, ilógicos. As construções de humor surreal tendem a envolver justaposições bizarras, situações irracionais ou absurdas e expressões nonsense.
O humor surge de uma subversão das expectativas do público, de modo que de diversões é fundada sobre a imprevisibilidade, em separado a partir de uma análise lógica da situação. Esse tipo de humor tem apelo a partir do fato de que a situação descrita é ridícula ou improvável. O gênero tem raízes no surrealismo nas artes.